# Mathilde Krim
Pour l’article homonyme, voir Krim.
Mathilde Krim (née Galland, le 8 juillet 1926 à Côme (Italie) et morte le 15 janvier 2018 à Kings Point, New York) est une chercheuse américaine en génétique et la fondatrice d'amfAR, une association pour la recherche contre le Sida.

## Biographie
Mathilde Krim est la fille d'un protestant suisse et d'une catholique italienne.
Elle obtient un doctorat de l'université de Genève (Suisse) en 1953. 